# Rudolf Baehr
Rudolf Baehr (* 6. Januar 1922 in Bamberg; † 10. November 2010 in Salzburg) war ein deutscher Romanist mit Wirkungsort Salzburg.

## Leben und Werk
Baehr promovierte 1952 bei Gerhard Rohlfs in München mit Studien zur Rhetorik in den Rime Guittones von Arezzo und wurde Assistent. Er habilitierte sich ebenda 1954 mit der Arbeit Spanische Verslehre auf historischer Grundlage. I. Mittelalter und war ab diesem Zeitpunkt als Privatdozent tätig. 1960 wurde er außerplanmäßiger Professor. Baehr war von 1965 bis 1990 ordentlicher Professor für Romanische Philologie (von 1969 bis 1971 auch Rektor) an der Universität Salzburg. Baehr war Ehrendoktor der Universität Reims und Träger mehrerer österreichischer Verdienstorden.

## Auszeichnungen
- 1972: Großes Silbernes Ehrenzeichen für Verdienste um die Republik Österreich[1]

## Weitere Schriften
- als Herausgeber: Kristian von Troyes: Yvain (Der Löwenritter) (= Sammlung romanischer Übungstexte. 43, ZDB-ID 503717-7). Nach W. Foersters letzter Ausgabe in Auswahl bearbeitet und mit Einleitung und Glossar versehen. Niemeyer, Tübingen 1958.
- Spanische Verslehre auf historischer Grundlage (= Sammlung kurzer Lehrbücher der romanischen Sprachen und Literaturen. 16, ZDB-ID 517267-6). Niemeyer, Tübingen 1962, (In spanischer Sprache: Manual de versificación española (= Biblioteca románica hispánica. 3: Manuales. 25, ZDB-ID 421624-6). Gredos, Madrid 1970, mehrfach nachgedruckt).
- als Bearbeiter: Walther Suchier: Französische Verslehre auf historischer Grundlage (= Sammlung kurzer Lehrbücher der romanischen Sprachen und Literaturen. 14, ZDB-ID 517267-6). 2. Auflage. Niemeyer, Tübingen 1963.
- als Herausgeber: Der provenzalische Minnesang. Ein Querschnitt durch die neuere Forschungsdiskussion (= Wege der Forschung. 6). Wissenschaftliche Buchgesellschaft, Darmstadt 1967.
- als Herausgeber mit Kurt Wais: Serta Romanica. Festschrift für Gerhard Rohlfs zum 75. Geburtstag. Niemeyer, Tübingen 1968.
- als Herausgeber: Eneas. Antikisierender Roman des 12. Jahrhunderts (= Sammlung romanischer Übungstexte. 53). In Auswahl herausgegeben. Niemeyer, Tübingen 1969.
- Einführung in die französische Verslehre. Beck, München 1970, ISBN 3-406-03358-X.